# Widdringtonia schwarzii
Widdringtonia schwarzii (Marloth) Mast. (ciprés de Willowmore o cedro de Willowmore) es una especie de Widdringtonia nativa de Sudáfrica, donde es endémica en Baviaanskloof y las montañas Kouga al oeste de Port Elizabeth en la Provincia Oriental del Cabo; crece en laderas rocosas y riscos a 600-1200 m s. n. m. (metros sobre el nivel del mar). Está amenazada por la destrucción de hábitat, particularmente por los incendios forestales.

## Descripción
Es un árbol perennifolio de tamaño mediano que crece a 20-25 m (antiguamente se conocía que crecía 40 m) de altura. Las hojas parecen escamas, de 1,5 mm de largo y 1 mm de ancho en yemas pequeñas, de hasta 10 mm de largo en las yemas de fuerte crecimiento, y dispuestas en pares decusados opuestos. Los conos son globosos a rectangulares, de 2-3 cm de largo, con cuatro escamas. Está estrechamente relacionado con Widdringtonia cedarbergensis de la Provincia Occidental del Cabo, siendo más fácilmente diferenciado por sus semillas más grandes con una corta ala de semilla.
Anteriormente era con frecuencia llamado "cedro de Willowmore" pero ha sido renombrado ciprés de Willowmore para reflejar sus relaciones botánicas.

## Taxonomía
Widdringtonia schwarzii fue descrita por (Marloth) Mast. y publicado en Journal of the Linnean Society, Botany 37: 269. 1905.
Etimología
Widdringtonia: nombre genérico que fue dado por el botánico austriaco Stephan Ladislaus Endlicher para honrar al comandante británico Samuel Edward Cook, alias Widdrington (1787-1856), experto en bosques de coníferas españolas. En 1842 Widdrington publicó el último de una serie de tres artículos sobre las especies de Pinus y Abies, mientras que en el ínterin Endlicher buscando un nombre para el género; de hecho, dos nombres propuestos por él, antes habían sido adoptados oficialmente para otras dos especies. Endlicher no perdió el humor y propuso el nombre de Widdrington, que acababa de cambiar su propio nombre (de Cook, nombre bajo el que había publicado sus dos primeros trabajos en 1839, por el de Widdrington en 1840).
schwarzii epíteto otorgado es en honor a Friedrich Schwarz, coleccionista de cactus del siglo XX.
Sinonimia
- Callitris schwarzii Marloth[7][8]